# UDAR

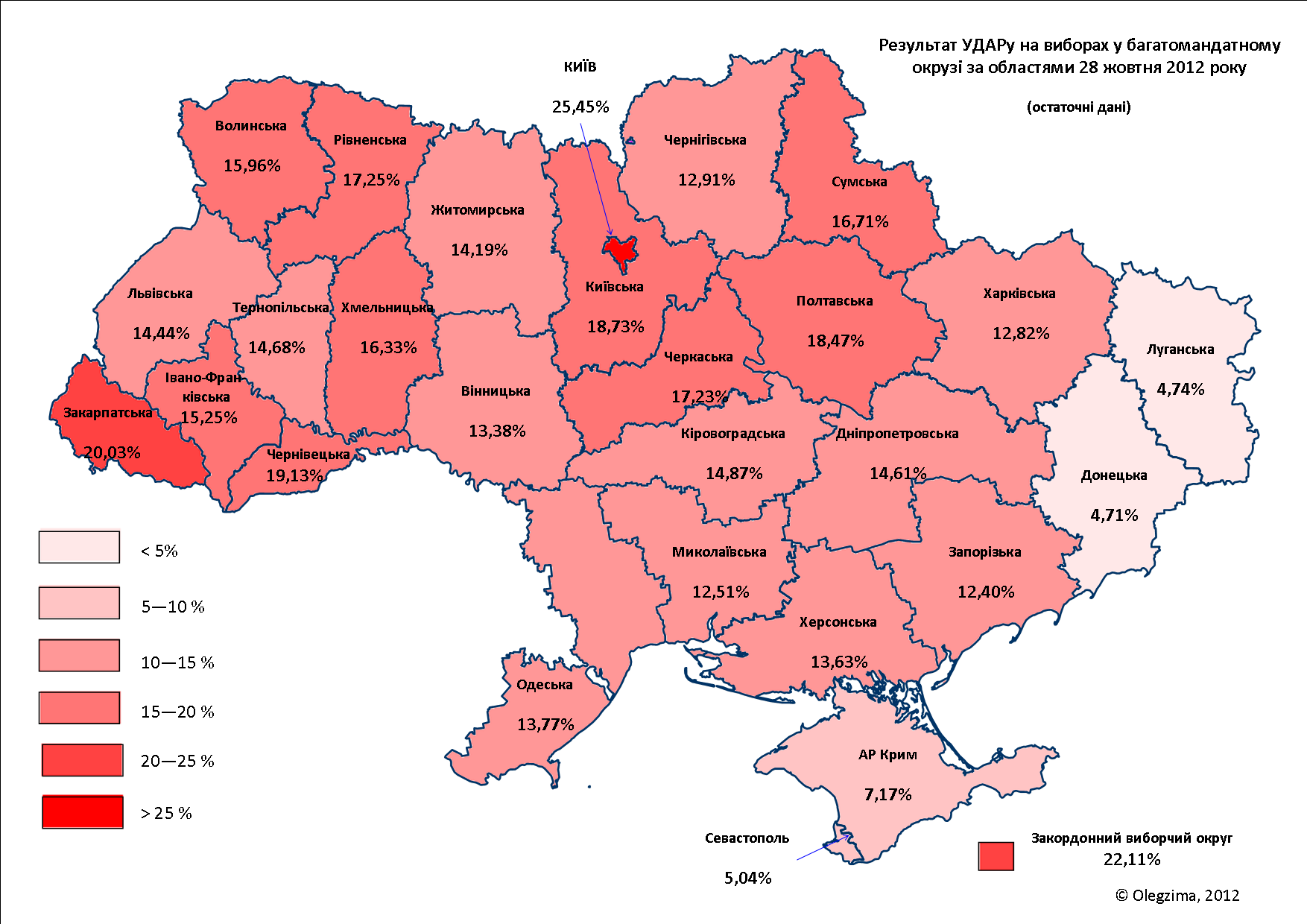
Rozkład głosów w wyborach 2012

Ukraiński Demokratyczny Alians na rzecz Reform, UDAR (ukr. Український демократичний альянс за реформи, УДАР) – ukraińska partia polityczna kierowana przez byłego boksera Witalija Kłyczkę, założona 24 kwietnia 2010 na bazie Bloku Witalija Kłyczki. Akronim UDAR oznacza po ukraińsku „cios”.
W wyborach samorządowych w roku 2010 partia zdobyła miejsca w rejonowych i obwodowych zgromadzeniach. W wyborach parlamentarnych w roku 2012 UDAR zdobył 40 miejsc w Radzie Najwyższej. Obecnie posiada 42 miejsca (9,3%).
Od 21 listopada 2013 UDAR wspólnie z innymi partiami opozycyjnymi przewodniczył protestowi obywatelskiemu na Placu Niepodległości w Kijowie.